# Burkersroda
Burkersroda is een plaats en voormalige gemeente in de Duitse deelstaat Saksen-Anhalt, en maakt deel uit van de Landkreis Burgenlandkreis.

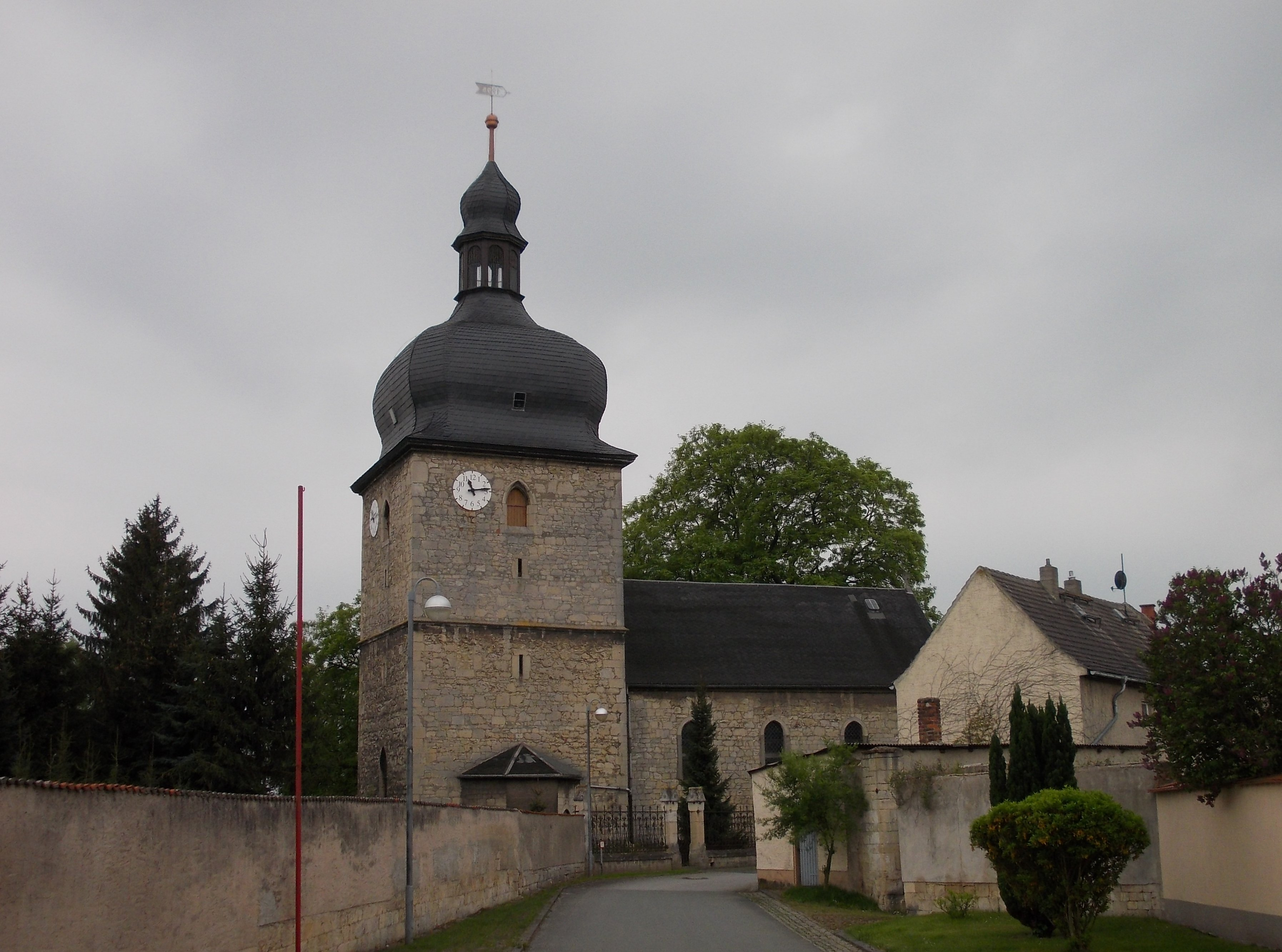
Kerk van Burkersroda

Burkersroda telt 333 inwoners.